# Fièvre boutonneuse
Fièvre boutonneuse is een infectieziekte die wordt veroorzaakt door Rickettsia conorii, een bacterie uit de familie Rickettsiaceae. De overdracht vindt plaats via teken. Deze aandoening komt in Afrika, Europa en Azië, maar met name in het Middellandse Zeegebied waardoor het ook wel Mediterrane gevlekte koorts wordt genoemd. 

## Overdracht
Teken uit het geslacht Hyalomma en de hondenteek (Rhipicephalus sanguineus) zijn de belangrijkste vectoren. 

## Klinisch beeld
Het typische klinisch beeld bestaat uit hoge koorts, hoofdpijn, malaise, een gegeneraliseerde huiduitslag en een inoculatie-eschar op de plek van de tekenbeet. Koude rillingen, spierpijn, gewrichtspijn en overgevoeligheid voor licht zijn mogelijke bijkomende symptomen. De huiduitslag is eerst maculair en later macopapulair of petechiaal. Het beloop van fièvre boutonneuse is over het algemeen gunstig, maar ernstige complicaties zoals perifeer gangreen en acute respiratory distress syndrome kunnen optreden. De mortaliteit wordt geschat op één tot twee procent.